# Christian Camargo
Christian Camargo (New York, 7 juli 1971), geboren als Christian Minnick, is een Amerikaans acteur, filmregisseur, filmproducent en scenarioschrijver.

## Biografie
Camargo is een zoon van de voormalige soapactrice Victoria Wyndham. Hij heeft gestudeerd aan de Hobart College in Geneva en haalde in 1992 zijn bachelor of arts in kunstgeschiedenis. Hierna ging hij acteren leren aan de Juilliard School in New York waar hij in 1996 zijn diploma haalde. Na zijn studie ging hij naar Engeland om te gaan werken in het Globe Theatre in Londen, hier ontmoette hij zijn toekomstige vrouw met wie hij in 2008 trouwde.

## Filmografie

### Films
Uitgezonderd korte films.
- 2022 The Last Manhunt - als sheriff Wilson
- 2022 Student Body - als mr. Aunspach
- 2019 She's Missing - als Lyle
- 2018 No Apologies - als Larry Otis
- 2014 Romeo and Juliet - als Mercutio
- 2014 Days and Nights - als Peter
- 2013 Europa Report - als Daniel Luxembourg
- 2012 The Twilight Saga: Breaking Dawn Part 2 – als Eleazar
- 2011 The Twilight Saga: Breaking Dawn Part 1 – als Eleazar
- 2009 Happy Tears – als Jackson
- 2008 The Hurt Locker – als kolonel John Cambridge
- 2008 Henry May Long – als Henry May
- 2007 National Treasure: Book of Secrets – als John Wilkes Booth
- 2007 The Cry – als Alex Scott
- 2007 The Picture of Dorian Gray – als Henry Wotton
- 2006 Find Love – als He
- 2005 Welcome to California – als Jimmy Smith
- 2002 K-19: The Widowmaker – als Pavel
- 2001 Double Bang – als Brian Jacobs
- 2001 Lip Service – als Stuart
- 1999 Story of a Bad Boy – als Noel
- 1999 Harlem Aria – als Matthew
- 1999 Plunkett & Macleane – als Lord Pelham
- 1999 Picture This – als Frank Ryan

### Televisieseries
Uitgezonderd eenmalige gastrollen.
- 2019 - 2022 See - als Tamacti Jun - 24 afl.
- 2018 The City and the City - als dr. Bowden - 4 afl.
- 2017 Wormwood - als dr. Robert Lashbrook - 6 afl.
- 2016 Penny Dreadful - als dr. Alexander Sweet - 7 afl.
- 2015 House of Cards - als Michael Corrigan - 2 afl.
- 2013 Haven - als Wade Crocker - 6 afl.
- 2006 – 2011 Dexter – als Rudy Cooper / Brian Moser – 10 afl.
- 2005 Ghost Whisperer – als Brad Paulson – 2 afl.
- 2002 Presidio Med – als Peter Witowski – 2 afl.
- 1998 Guiding Light – als Mark Endicott - ? afl.

### Filmregisseur
- 2022 The Last Manhunt - film
- 2014 Days and Nights - film

### Filmproducent
- 2023 Beyond Utopia - film
- 2006 Fast Inc. – televisieserie
- 2005 Sunday Driver – documentaire
- 2004 Full Throttle – televisieserie

### Scenarioschrijver
- 2014 Days and Nights - film
- 2006 Fast Inc. - televisieserie